# International Journal of Humor Research
International Journal of Humor Research – psychologiczne interdyscyplinarne naukowe czasopismo publikowane w imieniu Międzynarodowego Towarzystwa Badań nad Humorem przez wydawnictwo Walter de Gruyter. Redaktorem naczelnym w 2012 roku był Giselinde Kuipiers (Uniwersytet w Amsterdamie).
W czasopiśmie publikowane są artykuły z następujących dziedzin:
- psychologii,
- literatury,
- językoznawstwa,
- socjologii,
- teatru,
- komunikacji,
- filozofii,
- antropologii,
- informatyki,
- historii,
- jak również interdyscyplinarnych badań na humorem.

Prócz artykułów naukowych publikowane są  również opracowania teoretyczne, recenzje, dyskusje naukowe, notatki i listy do redakcji.  Według Journal Citation Reports w 2011 roku wskaźnik cytowań dla International Journal of Humor Research wynosił 0.857.

## Historia
Magazyn został założony  w 1988 roku. Jego pierwszym redaktorem naczelnym był Wiktor Ruskin.